# Christmas Chants
Christmas Chants is een seizoensgebonden album van de Duitse band Gregorian, uitgebracht in 2006. In 2008 werd een speciale editie genaamd Christmas Chants & Visions uitgebracht met twee bonustracks en een dvd. De live-concert-dvd werd opgenomen in Berlijn tijdens Gregorians kersttour.

## Tracks
1. "Ave Maria"
2. "Silent Night"
3. "When a Child Is Born"
4. "Amazing Grace"
5. "The First Noel"
6. "In the Bleak Midwinter"
7. "Pie Jesu"
8. "A spaceman came travelling" (Chris de Burgh)
9. "O Come All Ye Faithful"
10. "Gloria in excelsis Deo"
11. "Footsteps in the Snow"
12. "Peace on Earth/Little Drummer Boy"
13. "Sweeter the Bells"
14. "Child in a Manger"
15. "Happy Xmas (War Is Over)"  (John Lennon)
16. "Auld Lang Syne"
17. "Last Christmas" (Bonus track) (met Carolin Fortenbacher)
18. "Moment of Peace" (Kerstversie) (Bonustrack) (met Sarah Brightman)

### Christmas Visions
1. "Ave Maria"
2. "Silent Night"
3. "When a Child Is Born"
4. "Sweeter the Bells"
5. "In the Bleak Midwinter"
6. "Peace on Earth"
7. "Child in a Manger"
8. "Greensleeves"
9. "Miracle of Love"
10. "The Circle"
11. "Mad World"
12. "Crying in the Rain"
13. "Sacrifice"
14. "Kyrie"
15. "Moments of Peace"
16. "Angels"
17. "Noel Nouvelet"
18. "Hymn"
19. "Happy Xmas War Is Over"